# Vanillinsyre
Vanillinsyre er en organisk forbindelse med det systematiske navn 4-hydroxy-3-methoxybenzoesyre.
- Sumformel: C8H8O4
- CAS-nummer: 121-34-6

| Kemi | Spire Denne artikel om kemi er en spire som bør udbygges. Du er velkommen til at hjælpe Wikipedia ved at udvide den. |